# Catibia
Catibia – specjalność kuchni karaibskiej, charakterystyczna dla Dominikany.
Pierożki sporządzane z mąki maniokowej, podawane po odsmażeniu. Nadziewane są mielonym mięsem i nie są zbyt pikantne, w odróżnieniu od wielu innych dań regionu. Bogate w błonnik roślinny.